# إدموند جوستين
إدموند جوستين هو سياسي كندي، ولد في 13 سبتمبر 1813 في برستل في المملكة المتحدة، وتوفي في 21 يناير 1883 في كلارندون في كندا. حزبياً، نشط في حزب كندا المحافظ. وقد انتخب عضو مجلس العموم الكندي.